# Pont-Bellanger
Pont-Bellanger – miejscowość i gmina we Francji, w regionie Normandia, w departamencie Calvados. W 2013 roku populacja gminy wynosiła 65 mieszkańców. Przez miejscowość przepływa rzeka Vire. 